# Municipio de Bryan (condado de Jackson)
El municipio de Bryan (en inglés: Bryan Township) es un municipio ubicado en el condado de Jackson en el estado estadounidense de Arkansas. En el año 2010 tenía una población de 106 habitantes y una densidad poblacional de 1,26 personas por km².

## Geografía
El municipio de Bryan se encuentra ubicado en las coordenadas 35°29′50″N 91°17′29″O / 35.49722, -91.29139. Según la Oficina del Censo de los Estados Unidos, el municipio tiene una superficie total de 84.08 km², de la cual 80,99 km² corresponden a tierra firme y (3,67 %) 3,08 km² es agua.

## Demografía
Según el censo de 2010, había 106 personas residiendo en el municipio de Bryan. La densidad de población era de 1,26 hab./km². De los 106 habitantes, el municipio de Bryan estaba compuesto por el 95,28 % blancos, el 1,89 % eran afroamericanos, el 1,89 % eran amerindios y el 0,94 % eran de una mezcla de razas. Del total de la población el 14,15 % eran hispanos o latinos de cualquier raza.